# Scarface (chanson)
Pour les articles homonymes, voir Scarface.
Singles de Booba
Bakel City Gang
(2011) Vaisseau mère
(2011)
Scarface est une chanson du rappeur français Booba sortie le 28 octobre 2011 extraite de la mixtape Autopsie Vol. 4. La chanson est écrite par le rappeur lui-même et l'instrumental (qui ressemble à celle "Where I'm At" de Llyod Banks en feat. avec Eminem) est produite par Mehdi Mechdal AKA 2093 et Valery Alexandre “Chichi” Yim AKA 2031 de Therapy Music. Le clip vidéo est dévoilé le 18 janvier 2012 sur YouTube. Le single atteint la 20e place des charts français et la 33e place des charts wallons.

## Classements hebdomadaires
| Classements (2011)                      | Meilleure position |
| --------------------------------------- | ------------------ |
| Belgique (Wallonie Ultratop 50 Singles) | 33                 |
| France (SNEP)                           | 20                 |